# Sophora longipes
Sophora longipes är en ärtväxtart som beskrevs av Elmer Drew Merrill. Sophora longipes ingår i släktet soforor, och familjen ärtväxter. Inga underarter finns listade i Catalogue of Life.